# Герб на Гренландия
Гербът на Гренландия е официалният държавен символ на датската автономна провинция Гренландия.

## Описание
Гербът представлява изображение на бяла полярна мечка на син фон. Полярната мечка символизира суровия зимен климат и националното животно на Гренландия белите мечки, синия фон символизира Северния ледовит океан и Атлантическия океан, които обкръжават острова от всички страни.
Автор на герба е гренландският художник Йенс Росинг.